# Chhoti Sadri
Chhoti Sadri là một thành phố và khu đô thị của quận Chittaurgarh thuộc bang Rajasthan, Ấn Độ.

## Nhân khẩu
Theo điều tra dân số năm 2001 của Ấn Độ, Chhoti Sadri có dân số 16.602 người. Phái nam chiếm 51% tổng số dân và phái nữ chiếm 49%. Chhoti Sadri có tỷ lệ 70% biết đọc biết viết, cao hơn tỷ lệ trung bình toàn quốc là 59,5%: tỷ lệ cho phái nam là 80%, và tỷ lệ cho phái nữ là 60%. Tại Chhoti Sadri, 14% dân số nhỏ hơn 6 tuổi.